# Междущатска магистрала 380
Междущатска магистрала 380, за кратко 380, е къса магистрала с източно-западна насоченост, дълга 2,70 км, разположена изцяло в Района на Санфранциския залив в щата Калифорния. Свързва магистрала 280 в Сан Бруно с магистрала 101 в близост до Международно летище Сан Франциско в Южен Сан Франциско. Подобно на 280, 380 не е свързана с магистрала 80, въпреки сходното име, макар магистрала 80 да е на 10-на километра северно от нея в близост до Сан Франциско. Магистрала 380 е създадена през 1964 г. Минава над Ел Камино Реал за който има два изхода, по един за всяка от посоките.